# Watson Brake

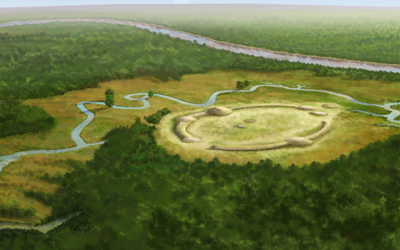
Konstnärlig illustration av Watson Brake

Watson Brake är fornminne i nuvarande Ouachita Parish, Louisiana, från den arkaiska perioden. Watson Brake dateras till en ålder av 5400 år (cirka 3500 f.Kr.) och är ett av de äldre högkomplexen i Nordamerika. Platsens upptäckt och datering förändrade amerikanska arkeologers idéer om forntida kulturer i sydöstra USA och deras förmåga att hantera stora, komplexa projekt under århundraden. 

## Kort beskrivning
Komplexet med elva människotillverkade högar vid Watson Brake byggdes under flera århundraden av ett samhälle av jägare och samlare. Platsen är belägen nära Watson Bayou i Ouachitaflodens översvämningsområde, nära dagens Monroe i norra Louisiana, USA. Watson Brake består av en oval formation av elva jordhögar från under en meters höjd till 7,6 m i höjd. Högarna är förbundna med åsar och bildar en oval nästan 270 m tvärsöver. 

## Upptäckt och datering

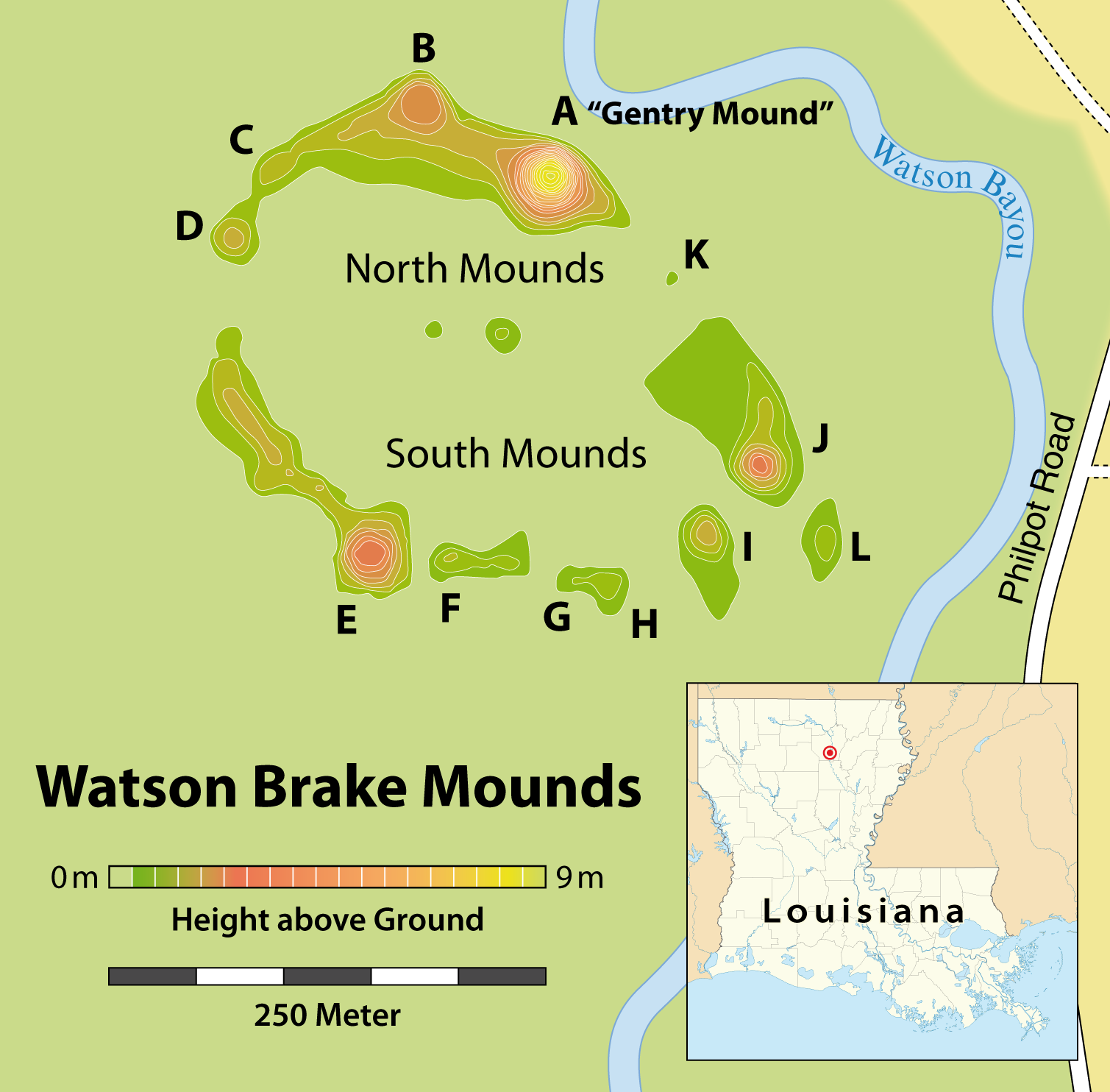
Skematisk plan av Wtson Brake.

I början av 1980-talet uppmärksammade den lokal invånaren Reca Bamburg Jones professionella arkeologer om denna plats.  År 1981 då man avverkat skogen på platsen framträdde mer av platsen. Jones identifierade ett mönstret av elva högar förbundna med åsar. Komplexet var stort och mätte 280 meter tvärsöver. År 1983 publicerade Jones och John Belmont platsen i en undersökning av förhistoria i Ouachita River Valley. Joe W. Saunders, regionalt ansvarig arkeolog i delstaten visades platsen vid denna tid. Platsen var privatägd sedan 1950-talet. Ungefär hälften av marken där fornlämningen ligger ägs fortfarande av flera familjemedlemmar. De har tillåtit arkeologiska utgrävningar , men tillåter inte allmänhetens tillträde för att se platsen. 1996 köpte The Archaeological Conservancy halva platsen och sålde den senare till staten för att bevara monumentet. Under 1990-talet gjorde C-14 dateringar av Northeast Louisiana University och klarlade att platsen har en hög ålder. Joe W. Saunders et al. publicerade en artikel i Science 1997 som fastställde åldern på högkomplexet.
Watson Brake var högar byggda under medelarkaisk tid visade att inhemska kulturerna av jägare och samlare, utan jordbruk och keramik. ändå var komplexa samhällen. De planerade och organiserade stora arbetsstyrkor under flera århundraden för att bygga hög- och konstruerade åsar. Monumentala konstruktioner är ofta bevis för social komplexitet. Watson Brakes datering är 1 900 år äldre än den mer kända Poverty Point i norra Louisiana. Poverty Point påbörjades omkring 1500 f.Kr. och ansågs tidigare vara den äldsta högen i Nordamerika men sedan har det visat sig att högbyggen i Amerika börjades tidigt i arkaisk tid. Arkeologerna  tvingades att erkänna att högbyggnader var tidiga stora byggnadsprojekt som varade under århundraden och de utfördes av enkla   jägare och samlare. Senare platser med högar byggdes av ett mer bofast samhälle beroende av majsodling och med en  centraliserat ledning. Tidigare trodde arkeologerna att detta var nödvändiga förutsättningar för högbyggnader av monumental storlek men det var ett felslut.
De 27 C14 -dateringar har tolkats så att platsen ursprungligen var bebodd omkring 4000 f.Kr. (mellersta arkaiska perioden). Högbyggandet började omkring 3500 f.Kr. och pågick i cirka 500 år. Under den tiden förstorades högarna i flera etapper. De olika byggnadsetapperna var långa nog för att det skulle bildas bosättningslager på högarna. Platsen har en sur jord varför inte organiska material som ben har bevarats. Förutom med C-14 daterades platsen med luminescensteknik. Platsen övergavs cirka 2800 år f.Kr. då floden ändrade sitt lopp och platsen inte var så intressant för befolkningen längre
Dateringarna pekar på att Watson Brake  beboddes innan högar byggdes. Då var det en sporadisk bosättning som  började cirka 4000 f.Kr. Högarna byggdes  under cirka sexhundra år, från 3500 f.Kr. till omkring 2800 f.Kr. Högarna  byggdes i etapper. Största högen Mound A, är cirka 8 meter hög och en diameter över 70 meter. Högen byggdes möjligen i  sju byggstadier. Näst största högen, Mound E som är drygt 4 meter hög byggdes sammanhängande utan pauser. De andra nio högarna är mindre och mäter 45 cm till tre meter i höjd,

## Försörjning
Arkeologer rekonstruerar försörjningsbasen genom de matrester som deponerats avfallshögar. Organiskt material bevaras dåligt vid  Watson Brake men avfall vid foten av högen B innehöll en del snäckor. Skalen gjorde jorden mindre sur och där bevarades matavfall som växter, ben och frön. Dessa lämningar gav förklaringen varför Watson Brake var en attraktiv boplats. Platsen gav tillgång till många växter och djur. 56 olika växter och djur hittades. Bland arterna som levde i högre terräng fanns kalkon, rävekorre, bomullssvanskaniner, kindpåsråttor, ripa och vitsvanshjort. Djur och växter från floder och bottendjur dominerade samlingen. Fisk, musslor och vattenlevande sniglar var grunden i kosten. Dessa kompletterades med djur från låglänt terräng bäver, tvättbjörn, bisamråtta och utter, sjöfåglar (främst ankor och gäss); vattenlevande sköldpadda; vattenormar; och groddjur. Vild växtföda inkluderade gåsfot, kärrfläder (Iva annua), frukt och nötter. Samma diet fortsatte under hela bosättningen på platsen. Matrester gav information vid vilka årstider platsen var bebodd. Fiskotoliter (öronben) registrerar årstider på samma sätt som årsringar gör. Otoliter från Watson Brake visar att platsen användes under hela året. Information från andra djur- och växtlämningar stöder denna slutsats. Detta betyder inte att människor bodde på platsen hela tiden och under hela året.
Eftersom man inte hade någon keramik hade man inte några kärl att laga mat. Istället värmde de stenar och hällde sedan på vatten för att skapa ånga. Stora avlagringar av skörbränd sten tyder på användning av glödheta stenar för att rosta eller ånga maten.
Watson Brake var troligen en basboplats för mobila jägare-samlare under stora delar av året.  Saunders och hans team föreslår att byggnadsepisoderna vid Watson Brake sammanfaller med perioder av oförutsägbar nederbörd orsakad av El Niño-Southern Oscillation-händelser. De kan representera "ett kollektivt svar på nya påfrestningar i form av torka och översvämningar som skapade en plötsligt mer oförutsägbar livsmedelsbas". 
Även andra mellanarkaiska platser i Louisiana och Florida visar i likhet med Watson Brake att det fanns mer komplexa samhällen bland jägar- och samlarfolk. Trots sin försörjningsstrategi som krävde flyt tningar iblan kunde grupper planera och organisera komplexa monumentala konstruktioner och bygga dem under flera hundra år. 
Till skillnad från Poverty Point, där invånarna tillverkade projektilspetsar med material som handlats från avlägsna platser, inklusive Wisconsin och Tennessee, visar artefakterna från Watson Brake lokala material och produktion. Projektilspetsarna är medel- till senarkaiska i ålder, och producerades mer sporadiskt än de vid Poverty Point. Folket värmde lokalt grus för att koka stenar för att ånga en del av sin mat. De skapade och brände lergodsföremål i en mängd olika former, men forskarna har ännu inte fastställt deras funktioner. 

## Artefakter vid Watson Brake

### Evanskultur
Redskap från Watson Brake är tillverkade av lokalt tillgängliga resurser. En distinkt och karakteristisk stenspets vid Watson Brake (och andra arkaiska högar i området) var Evans-spetsen. Spetsen har ett par fördjupningar (skåror) utmed sidan av stenspetsen, som underlättade när man ville fästa spetsen vid ett spjut med fiber av något slag. Evans-spetsen utmärks av att den har ett andra par skåror på bladet. Dessa ytterligare skåror kan ha gett en säkrare fästning, men de används bara under den mellanarkaiska perioden. 

### Jorblock och benredskap
Avfall från tillverkning av spetsar och andra stenredskap är vanligt på platsen. Andra vanliga artefakter var brända jordblock, ofta kubformade cirka 4 cm i kvadrat. Det kan ha varit föregångare till de mer kända Poverty Point Objects (keramiska matlagningsbollar). De ersatte heta stenar vid matlagning. Vid Watson Brake är det faktiska syftet med blocken dock okänt. Benredskap var få, men åtta sylar och en fiskkrok hittades, tillsammans med en färdig och fem ofärdiga pärlor av ben. En flisa av horn som används för finslipning av kanter på stenverktyg var den enda hittade artefakten av horn. Ben och horn hittades vid basen av högen B, där en kalkskal ökade jordens pH-värde, vilket förbättrade bevarandet av ben.

### Stenpärlor
Watson Brake är en av de äldsta fyndplatserna i Louisiana för stenpärlor av lokalt kiselgrus. Gruset formades till ungefär en halv tum långt och slipades sedan mödosamt jämnt, förmodligen med sand och vatten. Hål för att kunna trä upp pärlorna skapades med hjälp av små mikroborrar av sten gjorda av stenavslag eller stenspån. För att kunna borra helt genom en pärla måste borren ha varit häftad på ett trä- eller benskaft. Mikroborrar var den vanligaste typen av stenverktyg på platsen. 154 färdiga och 93 oavslutade borrar (eller borrkronor) hittades på platsen. Majoriteten av dessa (73 borrar och 51 oavslutade borrar) hittades på vad som har tolkats som en verkstad i Mound D. Sju kiselpärlor hittades, dock ingen av dessa vid verkstaden. Endast tre av pärlorna var färdiga för att borra ett hål men alla tre pärlorna visade att problem med borrningen uppstått och de anses vara kasserade. Färdiga pärlor har inte hittats på platsen.

## Varför byggdes högarna
Troligen fanns det någon form av religiösa motiv till att högarna och den sammanbindande åsen konstruerades. Den inhägnade ytan var fri avfall som eldsprängd sten medan högar och åsar har rikligt med avfall. Den inhägnade ytan var tabu för vissa aktiviteter. Högarna innehåller inga begravningar så det var inte en gravplats även om enstaka människoben hittades på platsen.

## Ägande och ledning
Åtta medlemmar av familjen Gentry har ägt större delen av tomten sedan 1950-talet. En medlem avböjer att sälja egendom till staten, så platsen är inte tillgänglig för allmän beskådan. Familjen har gett särskilt tillstånd till enskilda arkeologer att bedriva forskning på platsen. 